# Nuel
Nuel, bürgerlich Manuel Albertin ist ein Schweizer Sänger, Songwriter, Multiinstrumentalist und Musikproduzent.

## Leben
Nuel begann bereits in jungen Jahren Gitarre autodidaktisch zu lernen und eigene Kompositionen zu schreiben. Seine ersten Lieder verfasste er mit nur sieben Jahren, damals noch auf Mundart.
Seine Karriere begann in den frühen 1990er Jahren, als er als Sänger und Gitarrist mit seiner Zürcher Band „The Endless Road“ auftrat. In späteren Jahren trat er auch als Gastmusiker (Vocals, Gitarre) bei verschiedenen Schweizer Bands auf, wie z. B. Anshelle, mit denen er 2011 auf Schweizer Tournee ging.
Im Jahr 2008 veröffentlichte Nuel sein erstes Album «Sweet Talker», gefolgt von seinem zweiten Album „Drunken Flower“ im Jahr 2012. Beide Alben wurden von Jean-Pierre von Dach produziert und von diversen renommierten Schweizer Musikern eingespielt, darunter die Zürcher Sängerin Gigi Moto. Im selben Jahr folgte eine Tour durch die Schweiz, bei der Nuel im Duo mit Jean Pierre von Dach als Supporting Act von Stefanie Heinzmann mit einem „Unplugged Programm“ auftrat.
Nuels drittes Album „Miracle“ wurde im Jahr 2019 veröffentlicht und stieg sofort auf Platz 25 der Schweizer Album-Charts ein. Es wurde in den Metropolis Studios in London (UK) unter der Leitung des Produzenten Chris Potter produziert, der bereits mit „The Verve“ „Richard Ashcroft“, und „The Rolling Stones“ zusammengearbeitet hat. Auf dem Album spielte Nuel mit Musikern wie Damon Minchella (Paul Weller, Richard Ashcroft, Amy Winehouse) und Steve Sidelnyk (Madonna, Richard Ashcroft).
Bis heute widmet sich Nuel dem Songwriting sowie der Musikproduktion. Zudem trat er im Jahr 2021 dem «Step by Step»- Projekt von Martin Kissling bei, für das er den Gesang und die Lyrics zum Song «The Truth (My Pillow)» geschrieben und eingesungen hat. Bei diesem Song supporten Martin Kissling am Schlagzeug, Simi Ryf am Bass, Stefan W. Müller (Hammond, Rhodes) und Nico Stettler an der E-Gitarre.

## Diskografie

### Alben
- 2008: „Sweet Talker“
- 2012: „Drunken Flower“
- 2019: „Miracle“